# Margarosticha
Margarosticha is een geslacht van vlinders van de familie van de grasmotten (Crambidae), uit de onderfamilie van de Acentropinae. De wetenschappelijke naam en de beschrijving van dit geslacht zijn voor het eerst gepubliceerd in 1863 door Julius Lederer.

## Soorten
- Margarosticha argyrograpta Hampson, 1917
- Margarosticha aurantifusa Munroe, 1959
- Margarosticha bimaculalis Snellen, 1880
- Margarosticha euprepialis Hampson, 1917
- Margarosticha gaudialis Hampson, 1917
- Margarosticha leucozonalis Hampson, 1897
- Margarosticha nesiotes Munroe, 1959
- Margarosticha nigrescens Speidel, 2003
- Margarosticha papuensis Munroe, 1959
- Margarosticha plumbealis Kenrick, 1912
- Margarosticha pulcherrimalis Lederer, 1863
- Margarosticha repetitalis (Warren, 1896)
- Margarosticha sphenotis Meyrick, 1887